# Гусейнов, Мирза Давуд Багир оглы
Мирза Давуд Багир оглы Гусейнов (азерб. Mirzədavud Bağır oğlu Hüseynov; 10 марта 1894 — 21 марта 1938) — государственный и общественный деятель Азербайджана (по БСЭ советский партийный и государственный деятель), дипломат.
Являлся членом Азербайджанского Временного Революционного Комитета, преобразованного в Совет Народных Комиссаров Азербайджанской ССР.
Возглавлял Народные комиссариаты финансов Азербайджанской ССР (1920—1921) и ЗСФСР (1923—1929), Народные комиссариаты по иностранным делам Азербайджанской ССР (1921) и ЗСФСР (1923).
Председатель Президиума ЦК АКП(б), Председатель Высшего экономического совещания Азербайджанской ССР, Первый секретарь ЦК Компартии Таджикистана (1930—1933).
Стал жертвой Большого террора. Реабилитирован и восстановлен в партии (посмертно).
Зять первого премьер-министра Азербайджанской Демократической Республики Фатали Хана Хойского.

## Биография
Датой его рождения в разных источниках указан 1888, март 1893 или март 1894 года. Этнический азербайджанец. В 1906 году он окончил школу и поступил учиться в Бакинское реальное училище. С 1913 по 1917 год проходил обучение в Московском коммерческом институте, но не окончил.

### Гуммет
Осенью 1918 года в Баку пало эсеро-меньшевистско-дашнакское правительство Диктатуры Центрокаспия. В город вступила турецко-азербайджанская армия, а затем сюда переехало правительство Азербайджанской Демократической Республики. М. Д. Гусейнов симпатизировал партии «Мусават», но увиденные им жестокости турецкой армии подорвали доверие к последней и в ноябре 1918 года он примкнул к организации «Гуммет» (вступить в «Гуммет» его уговорили Караев, Г. Султанов и С. М. Эфендиев), хотя во время учёбы в Московском коммерческом институте Гусейнов не проявил какой-либо восприимчивости к социализму. Позднее Нариманов писал о Гусейнове, что он «бывший секретарь мусаватской партии» и был известен ему как националист, который в 1918 году выступал «против нас»:
Гусейнов вчера только меня ругал за то, что я как коммунист, предлагая в 18 г. азербайджанской массе присоединиться к рабочим России, продаю интересы нации. А теперь в 20 году он, выступая против меня, везде и всюду хочет выставить меня как националиста.
На конференции всех членов организации «Гуммет», состоявшемся в марте 1919 года в Баку, был избран Центральный Комитет (ЦК) «Гуммет». С самого начала внутри организации проявились два течения — левое (коммунисты) и правое (меньшевики). Между ними шла острая идейная борьба. Политик так вспоминал о происходившем в тот момент:
В Центральном Комитете партии «Гуммет» с момента последних выборов (приблизительно март 1919 г.) всё время существовали две фракции: большинство из 7 членов (Караев, покойный Ашим Алиев, покойный Мусеви, Ага-Заде, Азим-Заде, я и ещё один товарищ — фамилию не помню) — это коммунисты, всё время работающие по директивам Бакинского комитета РКП(б), и другая часть — меньшинство в 4 члена (покойный Абилов, Агамалиоглы, Пепинов и Джамиль Везиров) — это меньшевики.
Среди гумметистов не было единства относительно самостоятельности «Гуммет». Русские и грузинские коммунисты не поддерживали образование азербайджанской партии и стояли за то, чтоб гумметисты вошли в Российскую коммунистическую партию (большевиков). Для других (М. Б. Касумов и Д. Буниатзаде) образование партии азербайджанских коммунистов было внутритюркским делом. М. Д. Гусейнов и Караев со своей стороны хотели любой ценой сохранить разделение «Гуммета» и РКП(б). В результате победила идея объединения коммунистических организаций Азербайджана в одну партию, которая подчинялась приказам московского ЦК.
11-12 февраля 1920 года в Баку состоялся нелегальный Первый съезд коммунистических организаций Азербайджан, на котором «Гуммет», «Адалят» и Бакинский комитет РКП(б) объединились в единую Азербайджанскую коммунистическую партию (большевиков) — АКП(б). Американский историк Фируз Каземзаде со своей стороны писал: «несмотря на протесты краевого комитета, в нарушение партийной дисциплины азербайджанцы Караев, Султанов, Ахундов, Гусейнов и другие отделились и создали отдельную Коммунистическую партию Азербайджана»
Его избрали в Президиум Съезда. Съезд избрал Центральный Комитет (ЦК), одним из членов которого он стал, а уже на первом пленуме он был избран председателем Президиума ЦК.

### Участие в Апрельском перевороте
Начиная с конца 1919 года, азербайджанские коммунисты вели подготовку к вооружённому восстанию, нацеленного на свержение правящей власти. В резолюции I Съезда АКП(б) говорилось: «Съезд Азербайджанской Коммунистической партии считает необходимым практически подготовить рабочих и крестьян к выступлению для свержения существующего правительства и установления власти рабочих и крестьян». Гусейнов был председателем Центрального Штаба Боевой организации Бакинского района, функционировавшего с 1 февраля 1920 года.
Подготовка к перевороту велась в тесной координации с XI Красной Армией. 15 марта Кавказский Краевой комитет РКП(б) от имени трудящихся Кавказа выпустил обращение к российскому пролетариату, крестьянству и Красной армии. Вдохновляясь успехами «на полях брани и на полях труда», авторы обращения выражали надежду, что Советская Россия, Коминтерн и Красная армия «активно помогут нам освободиться от власти капитала». Гусейнов был в числе тех, кто подписался под это обращение. На экстренном заседании ЦК АКП(б) и Бакинского бюро Кавкрайкома, состоявшемся утром 26 апреля, он вошёл в состав созданного на заседании оперативного штаба по руководству восстанием.
В ночь с 27 на 28 апреля большевики подняли восстание в Баку. Практически одновременно границу пересекли бронепоезда Советской России, вслед за которыми двигались части XI Красной Армии. Созванный на экстренное заседание парламент, большинством голосов проголосовал за передачу власти АКП(б), после чего самораспустился. 28 апреля ЦК АКП(б) объявил Азербайджанский Временный Революционный Комитет (Азревком) высшим органом государственной власти на территории страны. М. Д. Гусейнов стал одним из его членов и в тот же день на заседании Азревкома он был утверждён народным комиссаром финансов. Председателем Азревкома и Совета Народных Комиссаров Азербайджанской ССР (правительства) стал Н. Нариманов.

### Деятельность в 1920-х годах
В сентябре 1920 года Баку стал местом проведения Первого съезда народов Востока. Съезд избрал постоянно действующий исполнительный орган — Совет пропаганды и действия, куда вошёл Гусейнов.

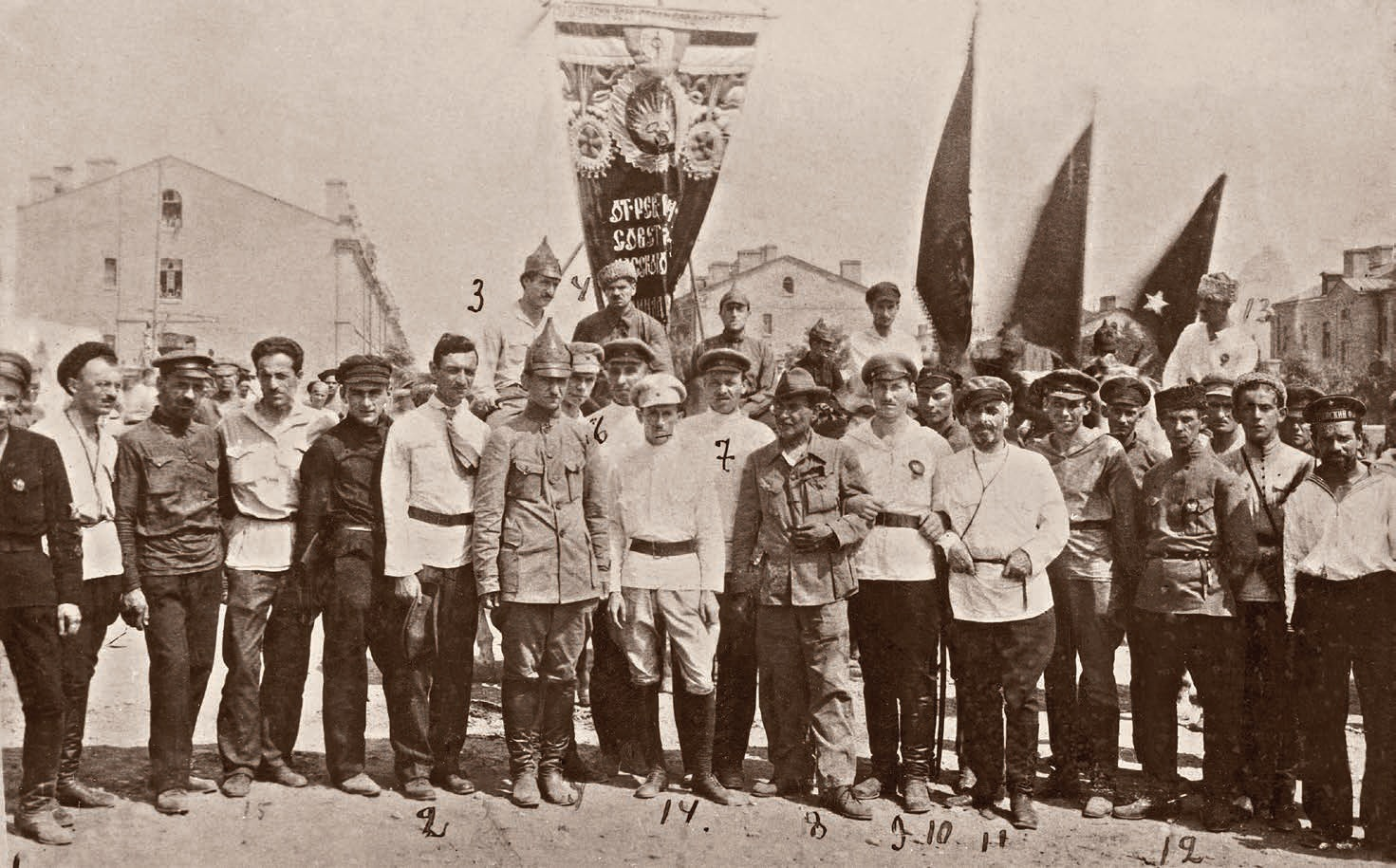
М. Д. Гусейнов (2), Г. К. Орджоникидзе (3), М. И. Василенко (4), Н. Нариманов (8), М. Г. Ефремов (9), А. Г. Габаев (11) и Ч. Ильдрым (13) у Сальянских казарм в Баку на параде в честь годовщины 11-й армии, 14 августа 1920 г.

16-23 октября в Баку состоялся II съезд АКП(б), избравший ЦК АКП(б). Состоявшийся 24 ноября пленум ЦК избрал Политбюро и Оргбюро ЦК АКП(б), одним из членов которых также стал Гусейнов.
28 апреля 1920 года, на заседании первой сессии пленума Азербайджанского Центрального Исполнительного Комитета (АзЦИК) избран Народным комиссаром финансов и председателем Высшего Экономического Совета.
С июля 1920 года являлся заместителем Председателя АзРевКома.
С самого начала на политику Компартии Азербайджана оказывали влияние сильные разногласия между отдельными фракциями. Противостояние происходило между азербайджанскими коммунистами и армянскими и русскими, Бакинским комитетом партии и Президиумом. Молодые члены партии «Гуммет» интриговали против старших, карьеристы — против большевиков при должностях.
В 1920 году в Азербайджан из центра был направлен Г. Н. Каминский. Он стал ответственным секретарём ЦК АКП(б), членом Президиума ЦК АКП(б) и председателем Бакинского Совета. Под предлогом того, что его присутствие «мешает работе», М. Д. Гусейнов и Г. Джабиев требовали в июле 1921 года, чтобы Г. Н. Каминского вывели из состава руководства Президиума. Конфликт между гумметистами и русскими коммунистами сошёл на нет после угроз С. М. Кирова покинуть свой пост. В начале августа фракционная деятельность пяти лиц, в том числе М. Д. Гусейнова, были осуждена резолюцией Кавказского бюро. Однако, противостояние не утихало. Когда пленум ЦК АКП(б) в том же месяце вместо сторонника Н. Нариманова — Мир Башира Касумова избрал в Президиум русского командарма А. И. Егорова, то не признавший решение ЦК Н. Нариманов в полемике назвал М. Д. Гусейнова в числе тех лиц, о дальнейшем сотрудничестве с которыми он ничего не хочет слышать. В конце концов, М. Д. Гусейнова в начале декабря по решению Политбюро отозвали из Баку.
16 февраля 1921 года с переходом частями XI Красной армии грузинской границы в районе Пойлинского моста и Красного моста началась Советизация Грузии. М. Д. Гусейнов и ряд других партийных и государственных работников находились в Акстафе, размещали батареи и отряды сапёров на берегу реки.
Начиная с 1922 и по январь 1923 года являлся заместителем народного комиссара по делам национальностей РСФСР (то есть И. В. Сталина). Вернуться в Закавказье он смог после того, как Нариманов был снят.
Был делегатом с совещательным голосом XIV и с решающим голосом XVI съездов РКП(б) // ВКП(б), состоявшихся в 1925 и 1930 годах соответственно.

### Таджикистан
В октябре 1929 года, в ходе национально-территориального размежевания, Таджикская автономия, которая входила в состав Узбекской ССР, была преобразована в самостоятельную союзную республику. Спустя месяц, 25 ноября, было принято решение Политбюро ЦК ВКП(б) «преобразовать Таджикскую областную партийную организацию Компартии Узбекистана в нацкомпартию Таджикистана, с непосредственным подчинением ЦК ВКП(б), на общих основаниях с нацкомпартиями других республик Средней Азии, и Таджикский обком — в ЦК Компартии Таджикистана».
Некоторое время ответственным секретарём КП(б) Таджикистан был Ш. Шотемор. В 1930 году, февральский пленум ЦК КП(б) Таджикистана избрал М. Д. Гусейнова первым секретарём ЦК Компартии Таджикистана, а Шотемор стал вторым секретарём. Выступая от имени Таджикской делегации на XVI съезд ВКП(б), который проходил в Москве с 26 июня по 13 июля, Гусейнов заверил Съезд в том, что при поддержке союзного пролетариата и борясь со всеми уклонами Таджикской партийной организацией будут выполнены директивы ЦК и она превратит Таджикистан в передовую и цветущую республику.
В течение того времени, что М. Д. Гусейнов руководил Компартией Таджикистана, председателем Совета Народных Комиссаров республики (правительства) являлся А. Х. Ходжибаев, а Председателем ЦИК Таджикской ССР — Н. Максум. 28 сентября 1933 года секретарь ЦК ВКП(б), фактически заместитель Сталина по партии, первый секретарь Московского городского комитета ВКП(б) Л. М. Каганович писал «вождю народов»:

Из Средней Азии (Бауман и Гусейнов) бомбардируют нас о необходимости снятия Максума и Ходжибаева. Мы им послали телеграмму, чтобы они сейчас не снимали их, а весь материал прислали нам. Аресты работников там всё расширяются. Как быть? Не создать ли небольшую комиссию из 3-х, которая бы ознакомилась подробно со всеми материалами. Прошу ваших указаний.

30 сентября Сталин писал Кагановичу, что «лучше бы создать комиссию с Вашим участием. Аресты лучше бы приостановить или ограничить. Максума и Хаджибаева вызовите в Москву. Потом их надо заменить». Спустя некоторое время, «заслушав доклад секретаря Средне-Азиатского бюро ЦК ВКП/б/ тов. Баумана, секретаря ЦК компартии Таджикистана тов. Гусейнова, полномочного представителя ОГПУ в Средней Азии т. Пиляра и объяснения т.т. Максума и Хаджибаева», ЦК ВКП(б) своим постановлением от 1 декабря снял Максума и Ходжибаева с занимаемых должностей, а также принял решение «освободить т. Гусейнова с поста секретаря ЦК КП/б/ Таджикистана».
Постановлением объединённого пленума ЦК и ЦКК КП(б) Таджикистана, состоявшегося 23-25 декабря 1933 года, Гусейнов 25 числа был освобождён от обязанностей 1-го секретаря ЦК Компартии Таджикистана.

### Последующие годы
В 1933 году был переведён в Наркомат просвещения РСФСР.
В 1934—1937 годах заведовал отделом нерусских школ Народного комиссариата просвещения РСФСР.

#### Казнь
На 1937—1938 годы приходится пик массовых политических (сталинских) репрессий, известный как «Большой террор» и «ежовщина». Гусейнова в тот период снимают со всех должностей, исключают из партии и арестовывают.

Мемориальная доска на стене дома в Баку, в котором жил Мирза Давуд Гусейнов

На VI пленуме ЦК АКП(б), состоявшемся 19-20 марта 1937 года, первый секретарь ЦК АКП(б) Багиров выступил с сообщением об итогах февральско-мартовского пленума ЦК ВКП(б), на котором Сталин выступил с докладом, повторивший свою доктрину об «обострении классовой борьбы по мере строительства социализма». К моменту открытия пленума был арестован директор Азербайджанского государственного драматического театра А. Керимов и вот на пленуме Багиров сообщает, что «из показаний Али Керимова видно, что ещё в 1921—1923 гг. в партийной организации Азербайджана работали двурушники-националисты», среди которых он называет М. Д. Гусейнова.
В июне состоялся XIII съезд АКП(б), на котором Багиров выступил с докладом. После его доклада начались прения, в которых он принял активное участие. Эти прения сопровождались нападками на ряд высокопоставленных делегатов съезда из числа партийно-государственных работников, обвинённых в прежних политических ошибках. Досталось и М. Д. Гусейнову, в адрес которого председатель Совета Народных Комиссаров (правительства) У. Рахманов восклицал, что Гусейнов «типичнейший буржуазный националист, у которого ничего партийного, ничего коммунистического на сегодняшний день не осталось. И мусаватист в прошлом».
Заведующий отделом ЦК М. Гусейнов, которого арестовали в январе того же года, дал показания о будто бы подпольной контрреволюционной организации Азербайджанская национальная партия, в руководящее ядро которой входил М. Д. Гусейнов.
20 июля первый секретарь ЦК Компартии Грузинской ССР Л. П. Берия направил И. В. Сталину записку, в которой сообщал о раскрытии в Грузии подпольной группы «правых». В ней также говорилось, что «в конце 1934 года Рыков дал директиву о необходимости создания единого руководящего центра к.-р. организаций правых в Закавказье» и от Азербайджана в Закавказский контрреволюционный центр правых вошли два человека (М. Д. Гусейнов и Караев). Кроме того, согласно записке, «Закавказский центр наметил и организационно оформил республиканские центры к.-р. организаций правых, в который входили… в азербайджанский центр — Буниат-Заде Д., Ага Султанов, Эфендиев Меджид, Гусейнов Давуд, Караев, Довлатов, Бабаев».
Имя Гусейнова значилось в «Списке лиц, подлежащих суду Военной коллегии Верховного суда Союза ССР» по Азербайджанской ССР (так называемом Сталинском расстрельном списке), утверждённом 7 декабря 1937 (у Э. Исмаилова документ датируется 22 декабря и возможно это опечатка). Гусейнов подлежал наказанию по I категории, означавшей расстрел. На документе стояли подписи Сталина, А. А. Жданова и В. М. Молотова. Расстрелян 21 апреля 1938 года.
Был реабилитирован в 1958 году (посмертно).

## Семья
Мирза Давуд Гусейнов родился в семье священнослужителя по имени Багир. Как пишет Йорг Баберовски со ссылкой на автобиографию Гусейнова, его отец был марсияханом, то есть чтецом марсия — элегий о смерти имама Хусейна. Однако, отдавший сына в русскую школу и выступавший против привилегий высшего исламского духовенства, Багир подвергался притеснениям со стороны влиятельных священников, и семья жила в нужде.
При этом дядей по матери Мирза Давуда был бакинский казий (шариатский судья), первый переводчик Корана на азербайджанский язык Мир Мухаммед Карим-ага Мирджафарзаде (азерб. Mirməhəmməd Kərim Bakuvi), который и оплатил обучение Мирза Давуда.
М. Д. Гусейнов был женат на дочери премьер-министра Азербайджанской Демократической Республики Фатали Хана Хойского — Тамаре Хойской. По рассказу её племянницы брак с дочерью Ф. Хойского послужило обвинением для М. Д. Гусейнова. Саму супругу посадили в тюрьму, отправили в ссылку, на поселение в Среднюю Азию и в 1956 году она была реабилитирована (скончалась в Баку в 1990 году).

## Публикации
- Гусейнов М. Д. Тюркская демократическая партия федералистов „Мусават“ в прошлом и настоящем. Вып. 1. Программа и тактика. — Заккнига, 1927.